# 팽성초등학교
팽성초등학교는 대한민국 경기도 평택시에 있는 공립 초등학교이다.

## 학교 연혁
- 1943. 04. 01 팽성국민학교 설립인가(송화간이학교 개편) 및 개교
- 1983. 03. 01 병설 유치원 개원(1학급)
- 1997. 07. 10 공동급식 실시
- 2005. 09. 05 학교도서관 리모델링 완공
- 2008. 04. 07 학교조경사업 완공
- 2014. 02. 14 제66회 졸업식
- 2015. 03. 01 제20대 채정자 교장 취임
- 2015. 03. 01 7학급 편성 운영 (특수 1학급 포함)